# خوان دی فوکا
یوانیس فوکاس (Ioannis Phokas) (زادهٔ ۱۵۳۶ در جزایر ایونی واقع در کیفالونیا؛ درگذشتهٔ ۱۶۰۲ در همان‌جا) که بیشتر با ترجمهٔ اسپانیایی نامش یعنی خوان دی فوکا (Juan de Fuca) شناخته می‌شود، کاپیتان نیروی دریایی با اصالتی یونانی در خدمت شاه اسپانیا، فلیپه دوم بوده‌است. او بیشتر به سبب ادعایش در مورد کشف تنگه آنیان که اکنون با نام تنگهٔ خوان دی فوکا شناخته می‌شود، واقع در میان جزیرهٔ ونکوور (درحال حاضر بخشی از بریتیش کلمبیا، کانادا است) و شبه‌جزیره المپیک (شمال‌غربی ایالت واشینگتن، آمریکا) مشهور است.

## خانواده و اوایل زندگی
پدربزرگ فوکاس، امانوئیل فوکاس، به همراه برادرش آندرونیکوس در پی سقوط قسطنطنیه در سال ۱۴۵۳ از آنجا گریختند. آن دو ابتدا در پلوپونز مستقر شدند. در سال ۱۴۷۰، امانوئل به جزیرهٔ سفالونیا نقل مکان کرد ولی آندرونیکوس در همان‌جا ماند. پدر یوانیس، ایاکووس، در روستای والریانوس درون جزیره ساکن شد. او را برای متمایز کردن با سایر برادرانش، «والریانو فوکاس» خطاب می‌کردند.
فوکاس در سال ۱۵۳۶ در همین روستای والریانوس چشم به جهان گشود. تقریباً هیچ اطلاعاتی در مورد زندگی او پیش از به خدمت اسپانیا درآمدن که در حدود سال ۱۵۵۵ بوده، در اختیار نیست.

### نام
نامی که از این مرد تحت عنوان خوان دی فوکا در تاریخ شناخته می‌شود، عامل سردرگمی است. درحالی که نام خوان دی فوکا به‌طور واضح معادل اسپانیایی یوانیس فوکاس بوده و بعضی منابع نام اصلی وی را آپوستولوس والریانوس ذکر کردند. این احتمال وجود دارد که فوکاس با نام آپوستولوس غسل تعمید داده شده باشد و بعدها نام یوانیس/خوان (به عبارت دیگر، جان) را اتخاذ کرده‌است، زیرا که آپوستول در زبان اسپانیایی خیلی به عنوان نام استفاده نمی‌شود. با توجه به اینکه فوکاس یا فوکا نام خانوادگی‌ای بوده که پدر و پدربزرگ دریانوردان داشتند، والریانوس به نظر یک اسم مستعار بوده که بر روی جزیره از آن استفاده شده و در امپراتوری اسپانیا کاملاً بی‌معنی و بی‌کاربرد بوده‌است.

## حرفهٔ اولیه
سفرهای دریایی ابتدایی دی فوکا به خاور دور بود و او ادعا می‌کرد که در سال ۱۵۸۷ به اسپانیای نو قدم گذاشته‌است. زمانی که در نزدیکی کابو سن لوکاس در شبه‌جزیره باخا کالیفرنیا بوده، توماس کاوندیش، دریانورد و گارد دریایی انگلیسی کشتی او به نام سانتا آنا را توقیف کرد و او را به ساحل فرستاد. او یک دریانورد خوش سفر بود که در ناوگان اسپانیایی مهارت خود در خلبانی دریایی را به کمال رساند. پادشاه اسپانیا نیز به توانایی و برتری وی واقف بود و به وی سمت کاپیتان نیروی دریایی اسپانیا در هند غربی داد (عنوانی که فوکا به مدت ۴۰ سال آن را حفظ کرد). ولی هیچ سابقه‌ای در بایگانی اسپانیایی از نام یا موقعیت یا بازدید او از دربار سلطنتی وجود ندارد. او پیش از سفر مشهورش به ساحل شمال‌غربی قارهٔ آمریکای شمالی، به چین، فیلیپین و مکزیک سفر کرد. تنگهٔ خوان دی فوکا میان ایالات متحده آمریکا و کانادا توسط سروان انگلیسی، چارلز بارکلی به افتخار فوکا نام‌گذاری شد؛ زیرا که در همان عرض جغرافیایی واقع شده بود که خوان دی فوکا محل تنگهٔ آنیان را توصیف کرده بود.

## سفرهای دریایی به شمال
طبق گزارش دی فوکا، او دو سفر اکتشافی به دستور نائب‌السلطنه اسپانیای نو، لوئیس د ولاسکو و مارکز د سالیناس، انجام داد که هر دو مشتاق به یافتن تنگهٔ افسانه‌ای آنیان بودند. آنها باور داشتند که آن تنگه یک گذرگاه شمال‌غربی و راه آبی اتصال دهندهٔ اقیانوس آرام و اطلس بود. نخستین سفر شامل دویست سرباز و سه کشتی کوچک تحت فرماندهی یک کاپیتان اسپانیایی (همراه با دی فوکا به عنوان خلبان و ناخدا) به هدف یافتن تنگهٔ آنیان و استحکام آن در برابر انگلیسی‌ها، انجام شد. این سفر اکتشافی آن‌طور که گفته شده به دلیل تخلف کاپیتان و شورش متقابل سربازان و در نهایت بازگشت آنان به کالیفرنیا، با شکست مواجه شد. (توجه شود که در آن دوره اصول اسپانیایی به این صورت بود که کنترل کشتی‌ها و ناوگان میان فرمانده نظامی که یک افسر ارتش بود و فرمانده دریانوردی و ناوبری که یک دریانورد بود، تقسیم می‌شد)
در سال ۱۵۹۲، دی فوکا در دومین سفر خود به موفقیت دست یافت. او با حرکت به‌سوی شمال همراه با یک کاراول و یک کشتی کوچک پارویی و تعدادی تفنگدار دریایی، به سمت آکاپولکو، گوئررو بازگشت و مدعی شد که تنگه را با یک جزیرهٔ بزرگ در دهانه‌اش حوالی مدار ۴۷ درجهٔ شمالی یافته‌است. تنگهٔ خوان دی فوکا در حقیقت در حدود مدار ۴۸ درجهٔ شمالی واقع شده در نتیجه گزارش فوکا از دریانوردی درون آن، با واقعیت فاصله داشت و منطقه‌ای متفاوت و دورتر از جاییکه باید می‌بود. در طول سفر، دی فوکا همچنین به یک «قله مرتفع یا صخرهٔ مخروطی شکل» اشاره کرد که ممکن بود ستون فوکا باشد، یک صخرهٔ بلند و تقریباً مستطیلی شکل در ساحل غربی کیپ فلاتری در شمال‌غربی‌ترین نقطهٔ واشینگتن در کنار تنگه خوان دی فوکا – اگرچه دی فوکا اشاره کرد که در آن‌سوی تنگه قرار دارد.
با وجود وعده‌های مکرر ولاسکو، دی فوکا هرگز پاداش بزرگی را که حق خود می‌دانست دریافت نکرد. دی فوکا پس از دو سال و با اصرار نایب‌السلطنه به اسپانیا سفر کرد تا خود شخصاً شکایتش را به دادگاه تقدیم کند. دی فوکا دوباره ناامید و از اسپانیایی‌ها متنفر شد بنابراین او که پا به سن هم گذاشته بود، تصمیم به بازنشسته شدن در خانه‌اش در کیفالونیا گرفت. با این حال در سال ۱۵۹۶، توسط مایکل لوک انگلیسی (که در اسناد انگلیسی و فرانسوی آن دوره با نام لاک نیز نوشته می‌شد) ترغیب شد تا به دشمن اصلی اسپانیا یعنی ملکه الیزابت خدمت کند. از پیشنهادهای لوک و دی فوکا موردی حاصل نشد ولی به واسطهٔ گزارش و نوشته‌ها لوک داستان خوان دی فوکا به زبان انگلیسی نگارش شد.

## مناقشات
به دلیل آنکه تنها منبع نوشتاری در مورد سفرهای دریایی فوکا، نوشته‌های لوک است - محققان تنوانستند سوابق سفرهای اکتشافی را در آرشیوهای استعمار اسپانیایی بی‌آبند- جدال و مباحثات بزرگ در مورد اکتشافات و درواقع وجود یا عدم وجود وی به عنوان یک انسان حقیقی وجود داشت؛ چندین پژوهشگر کاملاً ساختگی بودن شخصیت خوان دی فوکا را رد کردند و یک کاشف بریتانیایی قرن ۱۸ میلادی به نام کاپیتان کوک قویاً در مورد وجود تنگه‌ای که فوکاس ادعا کرده بود که کشف کرده، ابراز تردید کرد. (اگرچه کوک در عمل از تنگهٔ دی فوکا عبور و بدون آنکه وارد آن شود در نوتکا ساند در ساحل غربی جزیرهٔ ونکوور توقف کرده بود) بعدها با اکتشافات انگلیسی‌ها و استقرار انگلیسی‌ها در آنجا، به هر حال ادعاهای فوکاس بسیار معتبرتر و واقعی‌تر به نظر رسید.
در نهایت در سال ۱۸۵۹، یک پژوهشگر آمریکایی با کمک کنسولگری آمریکا در جزایر ایونی، توانست نشان‌دهد نه تنها فوکاس وجود داشته و زندگی کرد، بلکه خانواده و تاریخچهٔ وی در جزایر بسیار شناخته شده‌است. در حالی که ما هیچ وقت ممکن است حقایق درستی که پشت گزارش منتشر شدهٔ لوک نهفته‌است را ندانیم، باید وجود تخیلی این مرد را بعید در نظر بگیریم.

## میراث
زمانی که کاپیتان انگلیسی، چارز ویلیام بارکلی در سال ۱۷۸۷ با کشتی ایمپریال ایگل دریانوردی می‌کرد، تنگه‌ای را که فوکاس توصیف کرده بود، دوباره کشف کرد و نام آن را به تنگهٔ خوان دی فوکا تغییر داد.
خط الراس خوان دی فوکا و صفحهٔ خوان دی فوکا، یک زمین‌ساخت صفحه‌ای است که در زیر بسیاری از خط ساحلی که او کاوش نمود، کشیده شده‌است. به‌خاطر تنگه خوان دی فوکا نام‌گذاری شده‌است.
پارک استانی خوان دی فوکا واقع در جزیرهٔ ونکوور ساحل غربی و همچنین مسیر پیاده‌روی با همین نام، به‌خاطر تنگه نام‌گذاری شده‌اند.